# Marià Vehils i Salvat
Marià Vehils i Salvat   (Barcelona, 1799 - 9 d'octubre de 1837) fou un hisendat, advocat i polític català del segle xix.

## Biografia
Era fill de l'advocat Joaquim Vehils i Lleonart i de Marianna Salvat i Martí, ambdós de Barcelona.
Fou també capità del Segon Batalló de la Milícia Nacional. i fou tinent d'alcalde el 1835-1836 i entre juliol i octubre de 1837, de tal manera que es distingí especialment en la repressió de les bullangues de 1835 i en la persecució als dirigents del Partit Progressista. Posteriorment, fou nomenat cap de la policia de la ciutat, que organitzà per a protegir la propietat i l'ordre i vigilar els revolucionaris.
Va resultar greument ferit en ser atacat el 8 d'octubre de 1837, quan sortia de votar del col·legi electoral de les Magdalenes del seu districte durant les eleccions a Corts, un atac realitzat per liberals exaltats de la Milícia Nacional, que l'odiaven. Va morir l'endemà, 9 d'octubre. Aquest fet serví com a excusa al baró de Meer per a dissoldre-la (aleshores tenia 12.000 efectius) i per a empresonar els caps del liberalisme progressista de Barcelona, entre ells l'industrial Joan Vilaregut i Albafull.
Marià Vehils es va casar amb Dolors Catà de la Torre (ca. 1800-1873), amb qui va tenir cinc fills: Joaquim, Marià, Pilar, Mariana i Mercè. Un dels seus nets, fill del seu fill Joaquim, prestigiós advocat, va ser el músic barceloní Joaquim Vehils i Fochs.
Membre del Partit Moderat, fou alcalde de Barcelona entre abril i octubre de 1836.